# Distrikt Azángaro (Azángaro)
Der Distrikt Azángaro liegt in der Provinz Azángaro in der Region Puno in Südost-Peru. Der Distrikt wurde am 21. Juni 1825 gegründet. Er besitzt eine Fläche von 720 km². Beim Zensus 2017 wurden 30.733 Einwohner gezählt. Im Jahr 1993 betrug die Einwohnerzahl 27.325, im Jahr 2007 27.823. Sitz der Provinz- und Distriktverwaltung ist die 3850 m hoch gelegene Stadt Azángaro mit 20.887 Einwohnern (Stand 2017). Azángaro befindet sich 105 km nordnordwestlich der Regionshauptstadt Puno.

## Geographische Lage
Der Distrikt Azángaro befindet sich im Andenhochland zentral in der Provinz Azángaro. Er reicht im Südosten bis 40 km an das Nordwestufer des Titicacasees heran. Der Río Ramis (auch Río Azángaro) durchquert das Areal in südöstlicher Richtung. Im Westen liegen die Seen Lago Jallapisi und Lago Quequerana.
Der Distrikt Azángaro grenzt im Süden an die Distrikte Arapa, San Juan de Salinas, Santiago de Pupuja und José Domingo Choquehuanca, im Westen an die Distrikte Tirapata und Asillo, im Norden an die Distrikte San José und Muñani sowie im Osten an die Distrikte Putina und Pedro Vilca Apaza (beide in der Provinz San Antonio de Putina).

## Ortschaften
Im Distrikt gibt es neben dem Hauptort folgende größere Ortschaften:
- Hanajquia
- Punta Jallapisi (244 Einwohner)
- Santa Ana
- Tahuacachi (271 Einwohner)
- Tintiri (239 Einwohner)
- Yajchata